# Ignacio Larrague
Ignacio Larrague (n. el 25 de octubre de 1995 en Buenos Aires) es un jugador argentino de rugby que juega en la posición de segunda línea y es integrante de los Jaguares en el Super Rugby. Integró el seleccionado juvenil M-20 en 2014 y 2015, el seleccionado B Argentina XV y en junio de 2016 fue convocado para integrar el plantel de Los Pumas.